# بوكيانو
بوكيانو، (بالإنجليزية: Bucciano)‏، هي (بلدية) في مقاطعة بينيفينتو، في إقليم كامبانيا الإيطالي، وتقع على بعد حوالي 40 كم شمال شرق نابولي وحوالي 20 كم جنوب غرب بينيفينتو، على المنحدرات الجنوبية من مونتي تابورنو.

## السكان
في سنة 1861 بلغ عدد السكان 1٬239 نسمة، وتطور العدد ليصل في سنة 2011 لـ 2٬077 نسمة.
يظهر هذا المخطط البياني تطور النمو السكاني لـ بوكيانو